# 몰디브 대통령

몰디브의 국장

몰디브의 대통령은 몰디브의 국가 원수이자, 실권자에 국가 통치자이다. 역대 대통령은 다음과 같다. 그 전에는 술탄제를 그 전까지는 실행하였으며 예전에는 1978년 11월 11일부터 2008년 11월 11일까지 재임을 한 마우문 압둘 가윰 前 대통령은 30년 동안의 독재 시기에 있었으나 임기는 5년 중임제이고 1번 중임은 가능하며 최대 임기는 10년이다. 현재 대통령은 2018년 11월 17일에 취임한 중도 우파인 몰디브 민주당 소속의 이브라힘 모하메드 솔리가 2018년 9월 23일에 치른 대통령 선거에서 압둘라 야민 前 대통령에게 물리치고 승리하여 모하메드 나시드 前 대통령 이후 6년 만에 처음으로 정권 교체를 이루어져 대통령으로 취임하여 현재까지 재임 중에 있으며 몰디브의 부통령은 존재하는 자리이다.

## 역대 대통령
- 모하메드 아민 디디 (1953년)
- 이브라힘 나시르(1968년 ~ 1978년)
- 마우문 압둘 가윰(1978년 ~ 2008년)
- 모하메드 나시드(2008년 ~ 2012년)
- 모하메드 와히드 하산(2012년 ~ 2013년)
- 압둘라 야민(2013년 ~ 2018년)
- 이브라힘 모하메드 솔리(2018년 ~ 2023년)
- 모하메드 무이주(2023년 ~ )

## 같이 보기
- 몰디브의 부통령